# Manno-Pause
Manno-Pause (Originaltitel: Andropoz) ist eine türkische Comedyserie, die 2022 auf Netflix veröffentlicht wurde.

## Inhalt
Yusuf, ein gewöhnlicher Familienvater mit zwei Kindern, erlebt die Andropause und entwickelt den Wunsch nach Veränderungen, um sein Lebensglück zu steigern. Er beschließt, mit seiner Familie in ein Traumhaus zu ziehen. Dort wird sein Leben jedoch durch das komplizierte Umfeld seines reichen Vermieters Mahmut Timuçin und dessen gewalttätiger russischer Liebhaberin Svetlana, seiner Ex-Frau Şahinde sowie deren Zwillingstöchtern und Yusufs exzentrischer Schwester und deren Ehemann auf den Kopf gestellt.

## Besetzung und Synchronisation
Die deutschsprachige Synchronisation entstand nach den Dialogbuch von Thomas Rock und Ricarda Holztrattner sowie unter der Dialogregie von Tayfun Bademsoy durch die TV+Synchron Berlin GmbH.
| Rolle          | Schauspieler         | Synchronsprecher |
| -------------- | -------------------- | ---------------- |
| Yusuf          | Engin Günaydın       | Axel Malzacher   |
| Halit          | Tamer Karadağlı      | Stefan Gossler   |
| Meryem         | Derya Karadaş        | Arianne Borbach  |
| Mahmut Timuçin | Turgut Tunçalp       | Oliver Stritzel  |
| Fadime         | Şebnem Hassanisoughi | Nurcan Özdemir   |
| Şahinde        | Gülçin Santırcıoğlu  | Almut Zydra      |

## Produktion
Die Serie wurde von den Regisseuren Yağmur Taylan und Durul Taylan inszeniert. In der Hauptrolle spielen Engin Günaydın, Tamer Karadağlı und Derya Karadaş. Sie besteht aus einer Staffel mit sechs Episoden, die jeweils eine Laufzeit von etwa 45 Minuten haben. Die Erstausstrahlung fand am 7. Oktober 2022 auf Netflix statt.